# 李嘉林
李 嘉林（Lee Ga Rim、イ・ガリム、1943年- ）は韓国の詩人。全羅北道井邑市出身。

## 略歴
1943年、全羅北道井邑市に生まれる。1966年、東亜日報新春文芸に『빙하기(氷河期)』が当選し、登壇した。
겨울판화집(冬版画集) 、프루스트의 편지(フロストの手紙)、다색의 눈동자(茶色の瞳)、다섯시에서 일곱시 사이(5時から7時までの間)などが代表作だが、これらの作品は言葉の精妙な使用と言語の詩的活用によるイメージ生成過程に興味を注いだ結果物である。調和した人生への憧憬を描きながらもイメージの強烈な対比で言葉の可能性を広く開けておくのは、李の独特な詩法である。

## 年譜
- 1943年、全羅北道井邑市に生まれる。[1]
- 1966年、東亜日報新春文芸に『빙하기(氷河期)』が当選し、登壇。
- 1993年、第5回鄭芝溶文学賞受賞。
- 1996年、第6回片雲文学賞受賞。
- 1998年、第6回唯心作品賞受賞。
- 2009年、韓国ペンクラブ翻訳文学賞受賞。

現在、仁荷大仏語仏文学科名誉教授。

## 代表作品
- 1966年、빙하기(氷河期)、겨울판화집(冬版画集) 、프루스트의 편지(フロストの手紙) [3][4]
- 1969年、다색의 눈동자(茶色の瞳)
- 1970年、다섯시에서 일곱시 사이(5時から7時までの間)
- 1970年、야경꾼(夜警人)
- 1973年、오랑캐꽃(スミレ)
- 1979年、풀(草)
- 1981年、유리창에 이마를 대고(窓の額を当てて)
- 1985年、팽이(こま)
- 1989年、슬픈 반도(悲しい半島)